# بهرة علوية
البهرة العلوية أحد فرق البهرة أو الإسماعيلية المستعلية وهي الفرقة التي اتبعت الخليفة الفاطمي المستعلي بالله مقابل أخيه نزار بن معد الذي اتبعه النزارية.
وبعد غيبة إمامهم الواحد والعشرين الطيب أبي القاسم تولي النيابة عن الإمام الغائب ما يعرف بالداعي المطلق.
في عام 1588 ميلادي بعد وفاة الداعي المطلق داود بن عجب شاه حدث انقسام في هذه الفرقة، حيث انتخب بهرة كجرات _ الذين يشكلون الأغلبية بين أفراد الفرقة _ داود بن قطب شاه خليفة لسلفه، وبعثوا بنص الانتخاب إلى أصحابهم في اليمن. ولقبوا بالداودية
ولكن بعد فترة حدث أن انتخب عدد محدود من أفراد هذه الفرقة، شخصاً باسم سليمان كان يدعي الخلافة الحقيقية لداود بن عجب شاه، وقد عرف بالسليمانية
في عام 1980 م حدث انقسام جديد داخل البهرة الداودية حيث انتخب البعض الداعي المطلق ضياء الدين صاحب ولقبوا بالبهرة العلوية.
وينتشرون حاليا في بعض مدن الهند وهم أقل طوائف البهرة الثلاثة عددا.